# Kingston Seymour
Kingston Seymour is een civil parish in het bestuurlijke gebied North Somerset, in het Engelse graafschap Somerset met 388 inwoners.